# Zeroshell
Zeroshell — компактный дистрибутив Linux для серверов и встраиваемых систем с веб-интерфейсом для управления основными сервисами.
Дистрибутив Zeroshell доступен для скачивания в виде Live CD/Install для x86/x86_64, образа CompactFlash и USB, образа для устройств Raspberry PI 2/3 и Orange PI или исходного кода.
18 апреля 2021 г. автор сообщил о прекращении разработки проекта. Обновления безопасности будут выпускать до 30 сентября 2021 г. после чего домен на котором размещался проект будет отключен или продан.

## Основные возможности
| Системные требования | Системные требования | Системные требования |
| -------------------- | -------------------- | -------------------- |
|                      | Рекомендации         |                      |
| ZeroShell            |                      |                      |
| ЦПУ                  | Pentium 233MHz       | Pentium 233MHz       |
| Объём ОЗУ            | 96MB                 | 96MB                 |

- Возможность соединения с интернетом через USB GPRS/EDGE/UMTS/HSDPA модемы, а также с помощью EVDO модемов некоторых производителей.
- CA — Удостоверяющий центр X.509;
- RADIUS сервер;
- Captive portal для аутентификации в хот-спотах. Верификация будет проходить через Radius сервер и Kerberos 5 KDC (аналог Active Directory KDC);
- QoS;
- VPN host-to-LAN и LAN-to-LAN с помощью протоколов IPSec/L2TP и OpenVPN;
- Маршрутизация с поддержкой VLAN IEEE 802.1Q;
- Фаервол — с фильтрацией пакетов;
- Фильтр протоколов прикладного уровня — для блокирования Peer-to-peer соединений на фаерволе;
- Виртуальные сервера TCP и UDP (Port Forwarding);
- DNS — сервер;
- DHCP — сервер с поддержкой нескольких подсетей;
- PPPoE — клиент для соединения с WAN с помощью xDSL и кабельных линий;
- Динамический DNS — клиент для DynDNS.org;
- NTP (Network Time Protocol) — клиент и сервер;
- Syslog — сервер для получения и хранения логов с других серверов;
- Kerberos 5 — аутентификация;
- LDAP — сервер;
- HTTP Proxy — Прокси сервер с проверкой содержимого на вирусы;
- ClamAV — антивирус, обновляемый через интернет;
- NET Balancer — Балансировка соединения если есть подключение к 2-м или более провайдерам интернета;
- Установка дополнительных модулей, таких как Snort или Asterisk IP PBX.